# Paul Zumthor
Paul Zumthor (Ginebra, 5 de agosto de 1915 - Montreal, 11 de enero de 1995) fue un medievalista, crítico literario, historiador de la literatura y lingüista suizo, que hizo la carrera en Canadá. Era hermano del arquitecto Peter Zumthor.

## Trayectoria
Estudió en París con Gustave Cohen, y trabajó sobre etimología francesa con Walther von Wartburg. De hecho, participó en el Diccionario etimológico francés (Französisches Etymologisches Wörterbuch) que dirigía ese maestro, con quien publicó, además un Manual de sintaxis del francés contemporáneo.
Enseñó en la Universidad de Ámsterdam, desde 1952, y luego en la  Universidad de Montreal desde 1971 hasta 1980, año en el que fue nombrado emérito. Montreal fue, pues, su destino más importante y definitivo, aunque dio conferencias y cursos en Estados Unidos y Europa (también en España, al final de su vida).
Al estudiar poesía medieval francesa (y destacar inicialmente en este campo), Zumthor formuló el concepto de mudanza o variabilidad.
En La letra y la voz subrayó el aspecto oral de la poesía del Medievo, el peso de la voz humana sobre la letra. El autor examina las causas y efectos de ese hecho decisivo, atravesando toda la literatura medieval, desde Hispania hasta Germania, en los siglo IX-XV, y analiza tanto el contexto (el espacio de la oralidad, los intérpretes, la palabra de la iglesia, la diversidad de voces entre cultas y populares), como el carácter de la obra (memoria, dicción, armonías de los ritmos, la vocalización del texto, la ambigüedad de la retórica, la actuación ante el público y la complicidad de este, la plenitud corporal o teatralidad de la manifestación oral).
Destaca además su ensayo de interpretación global de la Edad Media (incluyendo la técnica y el contexto científico), escrito poco antes de morir, La medida del mundo (1993), que fue traducida de inmediato al español. Analiza la 'mentalidad de lo múltiple', que es propio de la Edad Media, desde cuatro miradas: sobre la 'morada' (lugares, terruño, construcciones, ciudad), sobre el 'cabalgar' (viajes, peregrinaciones); sobre el 'descubrimiento' (las cosmologías); y sobre las 'representaciones' (viajes, cartografías, textos).
Su libro testamento o balance de su trabajo, Babel ou l'inachèvement, se publicó, incompleto ya, en 1997, mostrando así un doble inacabamiento: el de Babel, que aborda desde muchos ángulos como siempre, y el de su obra. Al final de su libro se lee: "lo inacabado no es una ruptura, tampoco es una provocación, es un simple rechazo de esa clausura por medio de la cual todo se acaba, según la etimología de la palabra: se somete a la autoridad de lo razonable en nombre de una filosofía triunfadora".
Zumthor fue uno de los críticos literarios más destacados del siglo XX, pero la calidad y variedad de su escritura es manifiesta. Escribió los poemas Midi le juste (1986) y Points de fuite (1989), las novelas Le puits de Babel (1969), La fête des fous (1987) y La traversée (1991), y libros de cuentos como Les contrebandiers (1988).

## Obras
- Merlin le prophète. Un thème de la littérature polémique, de l'historiographie et des romans (1943)
- Antigone ou l'espérance (1945)
- Victor Hugo poète de Satan (1946)
- Saint Bernard de Clairvaux (1947) con el crítico suizo Albert Béguin
- Positions actuelles de la linguistique et de l'histoire littéraire (1948)
- Lettres de Héloïse et Abélard (1950)
- Abréviations composées (1951)
- L'Inventio dans la poésie française archaïque (1952)
- Miroirs de l'Amour. Tragédie et Préciosité(1952)
- Histoire littéraire de la France médiévale (VIe-XIVe siècles) (1954)
- Charles le Chauve (1957)
- La griffe, Paris (1957)
- Précis de syntaxe du francais contemporain (1958), escrito con Walther von Wartburg
- La Vie quotidienne en Hollande au temps De Rembrandt (1960)
- Les Contrebandiers (1962) Tr.: Contrabandistas, Montevideo, Trilce, 1994 ISBN 9974-32-096-8
- Langue et techniques poétiques à l'époque romane (XIe - XIIIe siècles) (1963)
- Un prêtre montheysan et le sac de Liège en 1468.'La Complainte de la Cité de Liège (1963), poema editado con Willem Nooman
- Guillaume le Conquérant et la civilisation de son temps (1964)
- Roman et Gothique: deux aspects de la poésie médiévale (1966)
- Essai de poétique médiévale (Seuil, 1972)
- Langue, texte, énigme (Seuil, 1975); Lengua, texto, enigma
- Anthologie des grands rhétoriqueurs (1978)
- La Masque et la lumière. La poétique des grands rhétoriqueurs (Seuil, 1978)
- Antologie des grands rhétoriqueurs (10/18, 1979)
- Parler du Moyen âge (1980)
- Introduction à la poésie orale (Seuil, 1983). Tr.: Introducción a la poesía oral, Madrid, Taurus (1991) ISBN 978-84-306-0182-0
- La Poésie et la Voix dans la civilisation médiévale (1984). Tr.: La poesía y la voz en la civilización medieval, Madrid, Abada (2006) ISBN 978-84-96258-74-7
- Jeux de mémoire: aspects de la mnémotechnie médiévale (1986), con Bruno Roy.
- Midi le Juste (1986) poemas
- La Fête des fous (1987) novela
- La Lettre et la Voix (Seuil, 1987). Tr.: La letra y la voz, Madrid, Cátedra, 1989 ISBN 978-84-376-0826-6
- Point de fuite (1989)
- Écriture et nomadisme: entretiens et essais (1990)
- La Traversée (1991)
- La mesure du monde (Seuil, 1993). Tr.: La medida del mundo. Representación del espacio en la Edad Media, Cátedra, 1994 ISBN 978-84-376-1301-7
- La Porte à côté (1994)
- Fin en Soi (1996), poemas
- Babel ou l'inachèvement (Seuil, 1997)